# Фундо Мхура
Фундо Мхура (англ. Fundo Mhura; 9 жовтня 1983, Малаві) — шотландський боксер, призер чемпіонату Європи серед аматорів.

## Аматорська кар'єра
Фундо Мхура народився у Малаві, але змалку ріс у Шотландії, де і почав займатися боксом. На Іграх Співдружності 2006 виступав за збірну Малаві.
На чемпіонаті Європи 2006 під прапором Шотландії завоював бронзову медаль.
- В 1/8 фіналу переміг Александра Рибюка (Естонія) — 30-16
- В 1/4 фіналу переміг Даррена О'Ніл (Ірландія) — RSCO 3
- У півфіналі програв Рахібу Бейларову (Азербайджан) — 18-23